# 1月31日
1月31日（いちがつさんじゅういちにち）は、グレゴリオ暦で年始から31日目に当たり、年末まであと334日（閏年では335日）ある。1月の最終日である。

## できごと
- 314年 - シルウェステル1世がローマ教皇に即位[1]。
- 1703年（元禄15年12月15日） - 赤穂事件で赤穂浪士が吉良義央を討ち取る[2]。
- 1862年 - アルヴァン・グラハム・クラークがシリウスの伴星シリウスBを発見。2番目に観測された白色矮星。
- 1876年 - アメリカ合衆国政府が全てのインディアンにインディアン居留地への移住を命じる。
- 1879年 - 枕探し泥棒を見つかり相手を殺害した高橋お伝が、斬首刑に処される。
- 1882年 - 前年設立の日本初の生命保険会社・明治生命が、1月20日に心臓病で急死した警部長の遺族に保険金1000円を支払う（日本初の生命保険金支払い）。
- 1893年 - 北村透谷・島崎藤村らが文芸雑誌『文学界』を創刊。
- 1906年 - エクアドル・コロンビア沖でマグニチュード8.8の大地震。津波で死者多数（エクアドル・コロンビア地震）。
- 1912年 - 中央線・中野 - 昌平橋に女学生の身辺保護のための婦人専用電車が登場。日本初の女性専用車両。
- 1917年 - 第一次世界大戦: ドイツがUボートによる無制限潜水艦作戦を開始すると発表。
- 1918年 - スコットランド沖で演習に向かうイギリス海軍艦艇の間で連続した衝突事故。2隻の潜水艦が沈没（メイ島の戦い）。
- 1920年 - 全国普選連合会結成。普選運動が高まる。
- 1926年 - 講演会を開催していた黒色青年連盟の一部が暴徒化して銀座で商店を襲撃。資生堂のショーウィンドウなどが破壊される[3]。
- 1928年 - スターリンと対立していたレフ・トロツキーが中央アジアのアルマ・アタへ追放。翌年2月には国外追放。
- 1942年 - 第二次世界大戦・マレー作戦: 日本軍によりマレー半島最南端のジョホール・バルが陥落。
- 1943年 - 第二次世界大戦・スターリングラード攻防戦: ドイツ軍のフリードリヒ・パウルス司令官と幕僚がソ連軍に降伏。
- 1945年 - 第二次世界大戦: アメリカ陸軍の二等兵エディ・スロヴィクが脱走・敵前逃亡の罪で銃殺刑に処される。
- 1946年 - 初の連合国軍（進駐軍）専用列車である東京 - 門司間下り1005列車「Alied Limited」が運転を開始。
- 1947年 - GHQ最高司令官ダグラス・マッカーサーが翌日に予定されていた二・一ゼネストの中止を命令。全官公庁共闘の伊井弥四郎委員長が命令に基づきスト中止をラジオで発表。
- 1949年 - 国共内戦: 中国人民解放軍が北京に無血入城。
- 1950年 - ハリー・S・トルーマン米大統領が水素爆弾の開発計画を発表。
- 1950年 - 中国人民解放軍総司令部がチベットを除く中国本土全域の解放完了を宣言。
- 1951年 - ジェトゥリオ・ドルネレス・ヴァルガスがブラジルの大統領に就任。
- 1956年 - コルチナ＝ダンペッツォ冬季五輪のスキー回転で猪谷千春が銀メダルを獲得。冬季オリンピックで日本初のメダル。
- 1957年 - 前年末に首相に就任した石橋湛山が脳梗塞で倒れ、岸信介が臨時首相代理となる。
- 1958年 - アメリカ初の人工衛星「エクスプローラー1号」が打ち上げ。
- 1958年 - ジェームズ・ヴァン・アレンがヴァン・アレン帯を発見。
- 1961年 - マーキュリー計画: チンパンジー「ハム」が搭乗したアメリカの宇宙船「マーキュリー・レッドストーン2号」を打ち上げ。
- 1966年 - ルナ計画: ソ連の無人月探査機「ルナ9号」が打ち上げ。
- 1968年 - ナウル共和国がオーストラリアから独立。
- 1970年 - 南岸低気圧の影響で東日本・北日本を中心に荒天となり、甚大な被害が発生（死者・行方不明者25人）。気象庁はこの爆弾低気圧を「昭和45年1月低気圧」と命名した。
- 1971年 - 3番目の有人月宇宙船「アポロ14号」が打ち上げ。
- 1971年 - 『新婚さんいらっしゃい!』（朝日放送〈現：朝日放送テレビ〉制作、TBS系→テレビ朝日系）が放送開始。
- 1976年 - 鹿児島市立病院で日本初の五つ子が誕生。
- 1979年 - 江川事件: 江川卓が阪神に入団し、小林繁と即日トレードで巨人に移籍。
- 1979年 - この年のみ、この日がお年玉付郵便はがきくじの抽選日であった。
- 1980年 - 三重県熊野市二木島町で熊野一族7人殺害事件が発生。犯人は猟銃・斧で親族10人を殺傷して自殺した。
- 1980年 - 在グアテマラ・スペイン大使館占拠事件。グアテマラのスペイン大使館が放火され37人が死亡。
- 1983年 - 7人への連続強盗殺人（1972年 - 1980年）を犯し、さらに前年（1982年）から「警察庁広域重要指定113号事件」を起こした勝田清孝が愛知県名古屋市昭和区内で逮捕される。
- 1984年 - 兵庫県の別府鉄道線がこの日限りで全線廃止。
- 1986年 - 福岡市地下鉄箱崎線延長部（馬出九大病院前駅 - 箱崎九大前駅間）が開業。
- 1988年 - 青函トンネル（海峡線）の開通に先立ち、並行するJR北海道松前線（木古内 - 松前間）がこの日限りで廃止。
- 1988年 - 愛知県のJR東海・岡多線が第三セクター鉄道・愛知環状鉄道に転換。
- 1988年 - 熊本県・鹿児島県のJR九州・山野線がこの日限りで廃止。
- 1989年 - 大行天皇の追号が昭和天皇に決定し、皇居で奉告の儀を行う。
- 1989年 - 島田事件（1954年）で死刑が確定したが、その後再審開始が決定していた被告人に静岡地裁刑事第1部（尾崎俊信裁判長）が再審無罪の判決を言い渡した[4]。被告人は同日、逮捕から34年ぶりに釈放された。
- 1990年 - モスクワにマクドナルドのソ連1号店が開店。
- 1994年 - バルセロナの歌劇場・リセウ大劇場が失火で内部全焼。
- 1996年 - 海上保安庁が、この日の運用を最後に電信・モールス符号による通信を廃止。
- 1997年 - 『ファイナルファンタジーVII』発売。PlayStation普及の起爆剤に。
- 1999年 - 東急百貨店日本橋店（旧 白木屋）が開業から336年で閉店。
- 2000年 - アラスカ航空261便墜落事故が発生。
- 2001年 - 日本航空機駿河湾上空ニアミス事故が発生。
- 2001年 - セガがドリームキャストの生産終了と家庭用ゲーム機製造販売事業からの撤退を発表。
- 2004年 - 東急東横線の一部（横浜 - 桜木町間）が廃止、反町駅・横浜駅が地下化。
- 2004年 - 茨城女子大生殺害事件が発生。
- 2004年 - 毎日新聞社長監禁事件が発生[5]。
- 2014年 - 東北地方太平洋沖地震を原因とする福島第一原子力発電所事故に伴い全発電設備が停止されていた福島第一原子力発電所が、この日限りで廃止[6]。
- 2018年 - 2018年1月31日の月食が起きる。
- 2020年 - イギリスが午後11時（GMT）に欧州連合（EU）から離脱[7]。
- 2025年 - アメリカ東部フィラデルフィアで小型機が住宅地に墜落。
- 2025年 - 東京中日スポーツと夕刊フジがこの日の発行を以て廃刊。

## 誕生日
- 1512年 - エンリケ1世、ポルトガル王（+ 1580年）
- 1530年（享禄3年1月3日）- 大友義鎮（宗麟）、戦国大名（+ 1587年）
- 1543年（天文11年12月26日） - 徳川家康、江戸幕府初代将軍（+ 1616年）
- 1550年 - アンリ1世、ギーズ公（+ 1588年）
- 1565年（永禄7年12月29日） - 池田輝政、武将、大名（+ 1613年）
- 1656年（明暦2年1月5日） - 松平直明、明石藩主（+ 1721年）
- 1686年（貞享3年1月8日） - 松平乗邑、佐倉藩主（+ 1746年）
- 1759年 - フランソワ・ドヴィエンヌ、作曲家（+ 1803年）
- 1769年（明和5年12月24日） - 松浦矩、平戸新田藩主（+ 1803年）
- 1775年（安永5年1月1日） - 佐竹義和、久保田藩主（+ 1815年）
- 1785年 - チャールズ・グリーン、気球家（+ 1870年）
- 1797年 - フランツ・シューベルト、作曲家（+ 1828年）
- 1799年 - ロドルフ・テプフェール、教育者、作家、風刺画家（+ 1846年）
- 1810年 - エルンスト・クンマー、数学者（+ 1893年）
- 1837年（天保7年12月25日） - 高松凌雲、医師（+ 1916年）
- 1841年 - サム・ロイド、パズル作家（+ 1911年）
- 1841年（天保12年1月9日） - 牧野康済、小諸藩主（+ 1918年）
- 1845年 - ボブ・ファーガソン、元プロ野球選手（+ 1894年）
- 1868年 - セオドア・リチャーズ、化学者（+ 1928年）
- 1869年 - アンリ・カルトン・ドゥ・ヴィアール、政治家、ベルギー首相（+ 1951年）
- 1872年 - ゼイン・グレイ、小説家（+ 1939年）
- 1881年 - アーヴィング・ラングミュア、化学者（+ 1957年）
- 1883年 - 緒方知三郎、病理学者（+ 1973年）
- 1884年 - テオドール・ホイス、政治家、初代西ドイツ大統領（+ 1963年）
- 1893年 - ジョージ・バーンズ、元プロ野球選手（+ 1978年）
- 1894年 - 小島政二郎、小説家、随筆家（+ 1994年）
- 1896年 - チャーリー・ロバートソン、元プロ野球選手（+ 1984年）
- 1905年 - 万城目正、作曲家（+ 1968年）
- 1909年 - 海沼實、童謡作曲家（+ 1971年）
- 1913年 - 畑福俊英、元プロ野球選手（+ 1981年）
- 1914年 - ジョー・ウォルコット、プロボクサー（+ 1994年）
- 1918年 - 木暮実千代、女優（+ 1990年）
- 1919年 - ジャッキー・ロビンソン、元プロ野球選手（+ 1972年）
- 1923年 - ノーマン・メイラー、小説家（+ 2007年）
- 1929年 - ジーン・シモンズ、女優（+ 2010年）
- 1929年 - アンディ・ミリガン、劇作家、脚本家、映画監督（+ 1991年）
- 1930年 - 小此木啓吾、精神科医（+ 2003年）
- 1930年 - ヨアキム・ボニエ、F1ドライバー（+ 1972年）
- 1930年 - 川田利美、元調教師
- 1931年 - アーニー・バンクス、元プロ野球選手（+ 2015年）
- 1932年 - 大谷泰司、プロ野球審判員（+ 2012年）
- 1933年 - 石井敏郎、声優
- 1934年 - モハンマド・タギー・メスバーフ・ヤズディー、政治家、ウラマー（+ 2021年）
- 1935年 - 大江健三郎、小説家、ノーベル文学賞受賞者（+ 2023年）
- 1935年 - 成田三樹夫、俳優（+ 1990年）
- 1935年 - 石津祥介、ファッションデザイナー（+ 2023年）
- 1936年 - 宮川孝雄、元プロ野球選手（+ 2016年）
- 1937年 - フィリップ・グラス、作曲家
- 1937年 - スザンヌ・プレシェット、女優（+ 2008年）
- 1937年 - 伊藤孝雄、俳優（+ 2024年）
- 1938年 - ベアトリクス、オランダ女王
- 1941年 - イナ・バウアー、フィギュアスケート選手（+ 2014年）
- 1941年 - ジェラルド・マクダーモット、絵本作家、イラストレーター、グラフィックデザイナー、映像作家（+ 2012年）
- 1941年 - 有田泰而、写真家（+ 2011年）
- 1942年 - 青芝キック、元漫才師（元青芝フック・キック）
- 1942年 - ダニエラ・ビアンキ、女優
- 1942年 - 東野英心、俳優（+ 2000年）
- 1944年 - チャーリー・マッスルホワイト、ハーモニカ奏者
- 1944年 - 根本美香、バレエダンサー
- 1945年 - ジョセフ・コスース、美術家
- 1945年 - 泰道三八、政治家
- 1947年 - 加古隆、ピアニスト
- 1947年 - 岡田広、政治家
- 1947年 - ノーラン・ライアン、元プロ野球選手
- 1948年 - 鈴木宗男、政治家、新党大地代表
- 1949年 - フレッド・ケンドール、元プロ野球選手
- 1953年 - 秋山武史、俳優（+ 1998年）
- 1953年 - 青木英美、女優
- 1954年 - 目黒光祐、声優
- 1956年 - ジョン・ライドン、ミュージシャン（セックス・ピストルズ）
- 1956年 - 根本康広、調教師、元騎手、俳優
- 1957年 - 吉沢洋治、ギタリスト（ゴダイゴ）
- 1959年 - ケリー・リンチ、女優
- 1961年 - 石野真子、女優
- 1961年 - 河野誉彦、元プロ野球選手
- 1962年 - 黒崎輝、俳優
- 1962年 - 堀井哲也、野球選手
- 1964年 - 高柳良一、俳優、声優
- 1964年 - 中嶋千尋、ゴルファー
- 1964年 - 松井一郎、政治家、第21代大阪市長、第18・19代大阪府知事
- 1964年 - 真矢ミキ、女優、元宝塚歌劇団花組トップスター
- 1964年 - 光原伸、漫画家
- 1964年 - 和智正喜、小説家
- 1964年 - 令丈ヒロ子[8]、児童文学作家
- 1964年 - ジェフ・ハンネマン、ミュージシャン（スレイヤー）（+ 2013年）
- 1965年 - オーフラ・ハーノイ、チェリスト
- 1965年 - とだ勝之、漫画家
- 1966年 - 石黒賢、俳優
- 1966年 - 星野伸之、元プロ野球選手
- 1966年 - 江川重光、元サッカー選手、指導者
- 1966年 - エル・ヒガンテ、プロレスラー（+ 2010年）
- 1967年 - トム・ホーバス、元プロバスケットボール選手、指導者
- 1968年 - 新千恵子、声優
- 1968年 - 酒井光次郎、元プロ野球選手
- 1968年 - マリナ・キールマン、フィギュアスケート選手
- 1971年 - イ・ヨンエ、女優
- 1972年 - 山田一成、お笑い芸人（いつもここから）
- 1973年 - 片山晋呉、プロゴルファー
- 1973年 - ポーシャ・デ・ロッシ、女優
- 1974年 - 今村恵子、タレント
- 1974年 - アリエル・ペスタノ、野球選手
- 1975年 - 氷川へきる、漫画家
- 1975年 - 木内美穂、元女優
- 1977年 - 伊藤修子、女優
- 1977年 - 香取慎吾、歌手、俳優、タレント（元SMAP）
- 1978年 - 中島理帆、アーティスティックスイミング
- 1978年 - グレース・ラム、女優、モデル
- 1979年 - 松井優征、漫画家
- 1980年 - シム・イヨン、女優
- 1981年 - 森本稀哲、元プロ野球選手
- 1981年 - 安藤なつ、お笑いタレント（メイプル超合金）
- 1981年 - ジャスティン・ティンバーレイク、歌手
- 1982年 - ユニエスキー・ベタンコート、プロ野球選手
- 1982年 - 藤田泰成、元サッカー選手
- 1982年 - アラン・マクレガー、サッカー選手
- 1982年 - アンドレアス・ゲルリッツ、サッカー選手
- 1982年 - 翔天狼大士、元大相撲力士
- 1983年 - ファビオ・クアリャレッラ、サッカー選手
- 1984年 - 内田和也、元プロ野球選手
- 1984年 - 国木剛太、元プロ野球選手
- 1984年 - 三志郎、マジシャン
- 1984年 - 阿覧欧虎、元大相撲力士
- 1984年 - ウラジミール・ビストロフ、サッカー選手
- 1985年 - 上原ちえ、ファッションモデル
- 1985年 - 仲程仁美、ファッションモデル
- 1985年 - アダム・フェデリチ、サッカー選手
- 1985年 - 君沢ユウキ、俳優
- 1988年 - 真山明大、俳優
- 1989年 - 出羽疾風龍二、元大相撲力士
- 1989年 - 高瀬無量、元陸上選手
- 1990年 - 薮宏太、俳優（Hey! Say! JUMP、Hey! Say! BEST）
- 1990年 - 川上智弘、柔道選手
- 1991年 - 砂川敬三郎、アメリカンフットボール選手
- 1991年 - コリーヌ・ブルーンス、フィギュアスケート選手
- 1991年 - ギジェルモ・エレディア、プロ野球選手
- 1992年 - むとう水華、タレント（元ハロプロエッグ）
- 1992年 - 三田寺理紗、女優、タレント
- 1992年 - メイリア、歌手
- 1992年 - アレックス・クラウディオ、プロ野球選手
- 1993年 - ジェシカ・ローズ・ペイシュ、フィギュアスケート選手
- 1993年 - 山下幸輝、元プロ野球選手
- 1994年 - 森川茉莉、グラビアアイドル
- 1995年 - 久保田未夢、声優、アイドル（i☆Ris、虹ヶ咲学園スクールアイドル同好会）
- 1995年 - 尾仲祐哉、元プロ野球選手
- 1996年 - 松岡彩、ミュージシャン (SHISHAMO)
- 1997年 - 杉田妃和、サッカー選手
- 1997年 - チョ・ミヨン、アイドル（(G)I-DLE）
- 1998年 - 樋口日奈、アイドル（元乃木坂46）
- 1998年 - 西尾知之、YouTuber（だいにぐるーぷ）
- 1998年 - ウソク、アイドル（PENTAGON）
- 1999年 - 廣田あいか、タレント、歌手、アイドル（元私立恵比寿中学）
- 2000年 - 山本拓実、プロ野球選手
- 2000年 - 大原梓、女優
- 2001年 - 上間永遠、プロ野球選手
- 2005年 - 本望あやか、インフルエンサー
- 生年不詳 - 青樹泉、女優、元宝塚歌劇団月組
- 生年不詳 - 大地睦美、声優
- 生年不詳 - 小堀幸[9]、声優
- 生年不詳 - 山下亜矢香[10]、声優
- 生年不詳 - 猪狩秀平、ミュージシャン (HEY-SMITH)

## 忌日
- 985年（永観3年1月3日） - 良源（元三大師）、厄除け大師、比叡山延暦寺中興の祖（* 912年）
- 1398年（応永5年1月13日）- 崇光天皇、北朝第3代天皇（* 1334年）
- 1561年 - メノ・シモンズ、アナバプテストの指導者（* 1496年）
- 1580年 - エンリケ1世、ポルトガル王（* 1512年）
- 1606年 - ガイ・フォークス、テロリスト、火薬陰謀事件の実行責任者 （* 1570年）
- 1615年（慶長20年1月3日）- 宗義智、対馬国の領主（* 1568年）
- 1632年 - ヨスト・ビュルギ、時計職人、数学者（* 1558年）
- 1686年 - ジャン・メレ、劇作家（* 1604年）
- 1703年（元禄15年12月15日） - 吉良義央、江戸幕府高家肝煎（* 1641年）
- 1729年 - ヤーコプ・ロッヘフェーン、探検家（* 1659年）
- 1736年 - フィリッポ・ユヴァラ、建築家（* 1678年）
- 1740年（元文5年1月3日）- 志太野坡、俳諧師（* 1662年）
- 1780年 - ジョナサン・カーバー（英語版）、マサチューセッツ植民地部隊長、探検家、作家（* 1710年）
- 1788年 - チャールズ・エドワード・ステュアート（小僭王）、イギリスの王位請求者（* 1720年）
- 1822年 - ルドルフ・シャドウ、彫刻家（* 1786年）
- 1828年 - アレクサンドル・イプシランチ、帝政ロシアの軍人（* 1792年）
- 1836年 - ジョン・チェイン（英語版）、医師、外科医（* 1777年）
- 1854年 - シルヴィオ・ペッリコ、作家、詩人（* 1789年）
- 1866年 - フリードリヒ・リュッケルト、詩人（* 1788年）
- 1888年 - ヨハネ・ボスコ、カトリック教会の聖人（* 1815年）
- 1892年 - チャールズ・ハッドン・スポルジョン、バプテスト派牧師（* 1834年）
- 1897年 - 西周、啓蒙家・教育者（* 1829年）
- 1905年 - 副島種臣、内務大臣、外務卿（* 1828年）
- 1914年 - 広瀬宰平、実業家（* 1828年）
- 1917年 - オットー・フィンシュ、民俗学者、博物学者、探検家（* 1839年）
- 1918年 - 朝吹英二、実業家（* 1849年）
- 1918年 - 磯村春子、新聞記者、NHK連続テレビ小説『はね駒』主人公のモデル（* 1877年）
- 1920年 - 藤沢南岳、儒学者（* 1842年）
- 1926年 - ルー・バイアーバウアー、プロ野球選手（* 1865年）
- 1927年 - シビル・バウアー、競泳選手、1924年パリ五輪金メダリスト（* 1903年）
- 1933年 - ジョン・ゴールズワージー、小説家（* 1867年）
- 1935年 - 藤井真信、大蔵官僚、第32代大蔵大臣（* 1885年）
- 1937年 - マルグリット・オードゥー、小説家（* 1863年）
- 1944年 - ジャン・ジロドゥ、作家（* 1882年）
- 1945年 - エディ・スロヴィク、アメリカ陸軍の二等兵（* 1920年）
- 1946年 - 本橋精一、野球選手（* 1915年）
- 1950年 - 森本厚吉、経済学者、教育者（* 1877年）
- 1951年 - 費穆、映画監督（* 1906年）
- 1954年 - 香取秀真、鋳金作家（* 1874年）
- 1954年 - エドウィン・アームストロング、発明家、電子技術者（* 1890年）
- 1955年 - ジョン・モット、YMCA指導者（* 1865年）
- 1956年 - A・A・ミルン、作家（* 1882年）
- 1957年 - クリスティアン・ヒュルスマイヤー、レーダー科学者、発明家（* 1881年）
- 1960年 - オーギュスト・エルバン、画家（* 1882年）
- 1962年 - 十代目濱口儀兵衛（濱口梧洞）、実業家、ヤマサ醤油創業者（* 1874年）
- 1969年 - メハー・ババ、宗教家（* 1894年）
- 1970年 - 大起男右エ門、大相撲力士、年寄10代境川（* 1923年）
- 1970年 - スリム・ハーポ、ブルースミュージシャン（* 1924年）
- 1970年 - ミハイル・ミーリ、航空エンジニア（* 1909年）
- 1972年 - 松内則三、アナウンサー（* 1890年）
- 1973年 - ラグナル・フリッシュ、経済学者（* 1895年）
- 1974年 - サミュエル・ゴールドウィン、映画プロデューサー（* 1882年）
- 1975年 - 迫畑正巳、プロ野球監督（* 1912年）
- 1977年 - 万耀煌、中華民国の軍人（* 1891年）
- 1978年 - ダミア、シャンソン歌手（* 1889年）
- 1979年 - グラント・グリーン、ジャズギタリスト（* 1935年）
- 1984年 - 中安閑一、実業家、元宇部興産株式会社（現：UBE株式会社）社長（* 1895年）
- 1984年 - 林家小染 (4代目)、落語家（* 1947年）
- 1985年 - 石川達三、小説家（* 1905年）
- 1985年 - 田中六助、政治家（* 1924年）
- 1987年 - 渡辺晋、実業家（* 1927年）
- 1988年 - 中村琢二、洋画家（* 1897年）
- 1988年 - 小山長規、政治家、第23-24代建設大臣、第3代国務大臣環境庁長官（* 1905年）
- 1989年 - 芥川也寸志、作曲家、指揮者（* 1925年）
- 1990年 - エベリーン・ド・ボリス＝レイモンド・マルコス、生物学者（* 1901年）
- 1994年 - 春木猛、法学者（* 1909年）
- 1995年 - ジョージ・アボット（英語版）、劇作家、脚本家、演劇プロデューサー、映画監督（* 1887年）
- 1995年 - ジョージ・スティビッツ、コンピューター工学者（* 1904年）
- 1997年 - セス・ラバー（英語版）、楽器製作者（* 1910年）
- 1999年 - フェルディナンド・T・アンガー、米国陸軍軍人（* 1913年）
- 1999年 - ジャイアント馬場、プロレスラー、プロ野球選手（* 1938年）
- 2000年 - 高橋政知、実業家、元オリエンタルランド社長（* 1913年）
- 2000年 - 吉川泰雄、日本語学者（* 1917年）
- 2001年 - ゴードン・R・ディクスン、SF作家、ファンタジー作家（* 1923年）
- 2001年 - ジョー・メデル、プロボクサー（* 1938年）
- 2002年 - 内藤幸三、プロ野球選手（* 1916年）
- 2004年 - エレノア・ホルム（英語版）、水泳選手、1932年ロサンゼルス五輪金メダリスト（* 1912年）
- 2004年 - 加藤道子、女優（* 1919年）
- 2004年 - 桂文治 (10代目)、落語家、南画家（* 1924年）
- 2005年 - 高岡周夫、統計学者、経済学者、北海学園大学名誉教授（* 1909年）
- 2005年 - 常木実、ドイツ文学者、東京大学名誉教授（* 1913年）
- 2005年 - 近江榮、建築史家、日本大学名誉教授（* 1925年）
- 2005年 - 中尊寺ゆつこ、漫画家（* 1962年）
- 2006年 - モイラ・シアラー、バレエダンサー、女優（* 1926年）
- 2006年 - 高橋芙美子、女優（* 1915年）
- 2006年 - コレッタ・スコット・キング、社会活動家、マーティン・ルーサー・キング牧師夫人（* 1927年）
- 2007年 - 高橋揆一郎、小説家（* 1928年）
- 2008年 - 山中宏、実業家、元明治生命保険相互会社社長（* 1913年）
- 2008年 - フランティシェク・チャペック、カヌー選手（* 1914年）
- 2008年 - 山下勇三、グラフィックデザイナー（* 1936年）
- 2009年 - エルランド・フォン・コック、作曲家（* 1910年）
- 2010年 - 伊藤ていじ、建築学者、元工学院大学学長（* 1922年）
- 2010年 - 嵯峨野昇、プロ野球選手（* 1942年）
- 2011年 - ユーニス・サンボーン、スーパーセンテナリアン（* 1896年）
- 2011年 - 松原一枝、作家（* 1916年）
- 2011年 - 古川能章、元サッカー選手（* 1930年）
- 2012年 - ドロテア・タニング、画家、版画家、彫刻家、作家（* 1910年）
- 2012年 - 岩田弘、経済学者、マルクス経済学研究者、立正大学名誉教授（* 1929年）
- 2012年 - マイク・ケリー、現代美術家（* 1954年）
- 2012年 - 川勝正幸、フリーライター、編集者（* 1956年）
- 2013年 - 志立託爾、実業家、元三菱信託銀行社長（* 1927年）
- 2013年 - 窪田弘、大蔵官僚、実業家、元日本債券信用銀行頭取（* 1931年）
- 2013年 - インゴ・スワン、芸術家、作家（* 1933年）
- 2014年 - 山元卯一郎、英語学者、英文学者、横浜市立大学名誉教授（* 1915年）
- 2014年 - 指宿良彦、実業家、セントラル楽器創業者（* 1925年）
- 2015年 - リヒャルト・フォン・ヴァイツゼッカー、第6代ドイツ連邦大統領（* 1920年）
- 2017年 - 大橋敏雄、政治家（* 1925年）
- 2017年 - 石井敏、コミュニケーション学者、獨協大学名誉教授（* 1936年）
- 2017年 - 古川康一、情報学者、慶應義塾大学名誉教授（* 1942年）
- 2017年 - ジョン・ウェットン、ミュージシャン（* 1949年）
- 2017年 - 高良聖、心理学者、臨床心理士（* 1953年 ）
- 2017年 - 時天空慶晃、大相撲力士、年寄19代間垣（* 1979年）
- 2018年 - 佐々木正、電子工学の技術者、シャープ元副社長、工学博士（* 1915年）
- 2018年 - 金原左門、社会学者、中央大学名誉教授（* 1931年）
- 2018年 - オスカー・ギャンブル、プロ野球選手（* 1949年）
- 2018年 - レオニド・カデニューク、宇宙飛行士（* 1951年）
- 2018年 - いときん、MC、トラックメーカー（ET-KING）（* 1979年）
- 2018年 - ラスール・バトラー、バスケットボール選手（* 1979年）
- 2019年 - 鈴木昭典、テレビディレクター（* 1929年）
- 2019年 - フランチェスコ・ビッソロッティ、ヴァイオリン製作者（* 1929年）
- 2019年 - ジョルジュ・サール、政治家、元パリ11区区長（* 1935年）
- 2019年 - 岡留安則、ジャーナリスト（* 1947年）
- 2019年 - 到津伸子、洋画家、エッセイスト（* 1947年）
- 2019年 - パブロ・ラリオス、サッカー選手、指導者（* 1960年）
- 2019年 - 寺田嘉代、歌手（ドリーミング）（* 1963年）
- 2020年 - メアリ・H・クラーク、小説家（* 1927年）
- 2020年 - 郷原洋行、騎手、調教師（* 1944年）
- 2020年 - 内田勝正、俳優（* 1944年）
- 2020年 - 高石太、漫才師（* 1948年）
- 2021年 - 巽外夫、実業家、元住友銀行頭取（* 1923年）
- 2021年 - 橋本堅太郎、彫刻家、東京学芸大学名誉教授（* 1930年）
- 2021年 - 岡田嘉夫、画家、グラフィックデザイナー（* 1934年）
- 2021年 - くず哲也、タレント、ラジオパーソナリティ（* 1947年）
- 2021年 - 高橋里志、プロ野球選手（* 1948年）
- 2022年 - カールトン・カーペンター、俳優（* 1926年）
- 2022年 - 小畠絹子、女優（* 1931年）
- 2022年 - ジェームズ・ビドグッド、写真家、映画監督（* 1933年）
- 2022年 - ジョー・アルコール、ロックミュージシャン（* 生年不詳）
- 2023年 - ルイジ・パシネッティ、経済学者（* 1930年）
- 2024年 - 柚木沙弥郎、染色工芸家（* 1922年）
- 2024年 - 毛利健三、経済学者、東京大学名誉教授（* 1934年）
- 2024年 - 九代目春風亭小柳枝、落語家（* 1936年）
- 2024年 - 山根明、ボクシング指導者（* 1939年）
- 2024年 - 豊竹咲太夫、文楽太夫、人間国宝（* 1944年）
- 2025年 - 山崎敏光、原子核物理学者、東京大学名誉教授（* 1934年）
- 2025年 - 堀江三喜男、機械工学者、東京工業大学名誉教授（* 1952年）

## 記念日・年中行事
- 独立記念日（ ナウル）
1968年のこの日、ナウルがイギリス・オーストラリア・ニュージーランドの信託統治から独立した。
- 晦日正月・晦日節（ 日本）
正月最後の日。この日に、松の内に年始回りをしなかった家を訪ねる地方もある。
- 生命保険の日（ 日本）
1882年のこの日に日本初の生命保険金支払いが行われたことにちなみ、生命保険のトップセールスマンの集まりであるMDRT日本会が制定[11]。これとは別に、11月1日が生命保険協会が定めた生命保険の日となっている。
- 愛妻の日（ 日本）
日本愛妻家協会が2006年に制定。1月の1を"I"に見立て、「あい(I)さい(31)」の語呂合わせから[12]。